# Куединское сельское поселение
Куединское се́льское поселе́ние — муниципальное образование в Куединском районе Пермского края Российской Федерации.
Административный центр — посёлок Куеда.

## История
Статус и границы сельского поселения установлены Законом Пермской области от 10 ноября 2004 года № 1759-363 «Об утверждении границ и о наделении статусом муниципальных образований Куединского района Пермского края»

## Население
| 2010    | 2012    | 2013    | 2014    | 2015    | 2016    | 2017    |
| ------- | ------- | ------- | ------- | ------- | ------- | ------- |
| 11 892  | ↘11 878 | ↘11 845 | ↘11 748 | ↗11 758 | ↗11 817 | ↘11 784 |
| 2018    | 2019    | 2020    |         |         |         |         |
| ↘11 688 | ↘11 634 | ↗11 654 |         |         |         |         |

## Состав сельского поселения
| №  | Населённый пункт    | Тип населённого пункта          | Население |
| -- | ------------------- | ------------------------------- | --------- |
| 1  | Арей                | деревня                         | 3         |
| 2  | Бадашка             | деревня                         | 167       |
| 3  | Гарюшка             | деревня                         | 2         |
| 4  | Казарма 1279 км     | населённый пункт                | 0         |
| 5  | Краснояр            | село                            | 316       |
| 6  | Куеда               | деревня                         | ↘433      |
| 7  | Куеда               | посёлок, административный центр | ↘9457     |
| 8  | Малая Тапья         | деревня                         | 182       |
| 9  | Маныш               | деревня                         | 122       |
| 10 | Никольское Раздолье | деревня                         | 170       |
| 11 | Солодовка           | деревня                         | 123       |
| 12 | Трегубовка          | деревня                         | 409       |
| 13 | Урталга             | село                            | 414       |